# 石川ゆみ
石川 ゆみ（いしかわ ゆみ、1981年10月26日 - ）は、千葉県出身の振付師・ダンサー。スターダストプロモーション所属。現在は主にももいろクローバーZ、ラブライブ！シリーズの振付を担当している。

## 略歴

### ダンサーとして
1994年、中学1年生で創作ダンス部へ入部。高校3年間もダンスを続け、1999年、第50回NHK紅白歌合戦で鈴木亜美のバックダンサーとしてテレビ出演。その他、TRF、堀江由衣、田村ゆかりなどのライブやイベントにダンサーとして出演。

### 振付師として
2002年、振付師として活動開始。イベントや様々なアーティストの振付を担当。石川が振付を担当した実写版「魔法先生ネギま！」のライブイベントの際に、ももいろクローバー（現・ももいろクローバーZ）のマネージャーである川上アキラが石川に興味を持ち、振付の依頼を行った。2008年にももいろクローバーの振付師として活動を開始し、以降すべての楽曲の振付を担当している。ももいろクローバーZが開催している女性限定ライブ「女祭り」のうち、2012年、2014年開催分についてはライブの総合演出も務めている。
2012年にリリースされたももいろクローバーZの「サラバ、愛しき悲しみたちよ」が、「MTV Video Music Awards Japan 2013」の「最優秀振付け賞」を受賞した。

## 振付担当
- ももいろクローバーZ
- イヤホンズ
- 堀江由衣
- 田村ゆかり
- 小倉優子
- 平野綾
- スフィア
- 渡り廊下走り隊
- ゆいかおり
- 小倉唯
- 吉川友
- Clover
- μ's
- Aqours
- Liella!
- 蓮ノ空女学院スクールアイドルクラブ
- ボンボンTV
- Prima Porta
- 9-tie

## 出演

### ダンサー出演
SMAP
- SMAP 2008 super.modern.artistic.performance tour

堀江由衣
- 黒ネコ集会Vol.3 〜君と宇宙に花束を〜
- 黒ネコ集会Vol.4 〜ミルクの王冠は誰のもの?〜
- 黒ネコ集会Vol.6 〜秘密地下倶楽部〜
- 堀江由衣クリスマスライブ 〜由衣がサンタに着がえたら〜
- PV 「Silky Heart」

田村ゆかり
- 「田村ゆかり」コンサートin東京電機大学 ・プレミアムイベント 〜星降る夜を見つけた日。〜
- 「眠れぬ夜につかまえて」発売記念イベント
- ふぁーすとらいぶ 〜蒼空に揺れる蜜月の小舟。〜
- 第3回ファンクラブイベント
- 田村ゆかり さまぁらいぶ☆ *Sugar Time Trip*
- 田村ゆかりカウントダウンイベント2004→2005 ~ちぃさなおねがい☆ちぃさないっぽ~
- 田村ゆかり Live Tour 2005 *Spring fever*
- 田村ゆかり *Cutie♥Cutie Concert* 2005
- 田村ゆかり Concert Tour 2006 *fancy baby doll*

TRF
- TRF Tour 1999 Exicoast Tour

富田麻帆
- PV「救世主〜メシア〜」

Y.B
- 2007年イベント

### テレビ
- 第50回NHK紅白歌合戦（1999年12月31日深夜、NHK）※鈴木亜美バックダンサーとして出演
- ユメノハシラ（2012年10月9日[3]、フジテレビ）
- ZIP!（2013年4月2日、日本テレビ）
- 夏目と右腕（2013年11月9日深夜[4]、テレビ朝日）
- クリスマスドラマ 天使とジャンプ（2013年12月24日、12月25日、NHK総合テレビ） ※振付師役として出演

### ラジオ
- オトナの自由時間 銀座 BODYSLAM BOYS（2013年4月20日[5]、2015年1月14日、ソラトニワ銀座）
- 真夜中のハーリー＆レイス（2015年7月28日、ラジオ日本）
- 金曜ブラボー。（2015年8月21日、ニッポン放送）
- 鷲崎健のヨルナイト×ヨルナイト（2021年3月29日、超!A&G+）
- かんかん＆こなちのみらくら補習室ラジオ(2024年3月24日、ラブライブ!蓮ノ空女学院スクールアイドルクラブ Official YouTube)

## 書籍
- みんな、いつか個性に変わる欠点を持っている（2015年7月16日、宝島社）ISBN 978-4800240095